# 9238 Yavapai
A 9238 Yavapai (ideiglenes jelöléssel 1997 HO2) a Naprendszer kisbolygóövében található aszteroida. Paul G. Comba fedezte fel 1997. április 28-án.